# Fuerzas armadas en la Rus de Kiev
Se conoce como fuerzas armadas de la Rus de Kiev a las tropas, ejércitos e instituciones militares de la rus de Kiev entre los siglos ix y xiii. Caracterizadas principalmente por ejércitos de infantería de milicia popular que eran apoyados por caballería Druzhina.
La milicia tribal formó la base del ejército en la Rus de Kiev hasta la reforma fiscal y administrativa de Olga de Kiev a mediados del siglo X. En el período posterior, bajo Sviatoslav I de Kiev y Vladimir el Grande, la Druzhina desempeñó un papel dominante.
Los regimientos de milicia urbana, levantados por decisión de los Veche se formaron en el siglo XI. Estos regimientos recibían armas y caballos para las campañas del príncipe.

## Composición del ejército

### La druzhina
Cada príncipe local necesitaba una fuerza militar permanente, tanto para garantizar el orden interno como para defenderse de los enemigos externos. El reclutamiento constante de guerreros hábiles y entrenados dio origen a la druzhina, una fuerza principalmente montada y fuertemente acorazada. Si bien el número de guerreros era relativamente bajo, estos escuadrones principescos eran el elemento clave del ejército en la Rusia temprana. 
La druzhina era principalmente integrada por personas de origen noble aunque no de manera exclusiva. En sus filas abundaban guerreros de diferentes etnias, desde varegos escandinavos hasta turcos pasando por europeos occidentales como germánicos y polacos a circasianos del oriente del Cáucaso. Estaban unidos por un juramento voluntario de amistad y compañerismo tanto entre camaradas como hacia su príncipe.

### La milicia
Las milicias fueron parte importante del ejército ruso. Inicialmente eran reclutados como defensa local ante antaques externos mientras los druzhina estaban en campaña o en caso de emergencia. Las milicias rurales, los voi, se organizaban por tribus hasta la llegada del feudalismo y el sistema de vasallaje. Las milicias urbanas eran nombradas según la ciudad a las que representan. Solían estar pobremente acorazados, armados con lanzas o armas de proyectiles y rara vez formaban caballería.

### Los capuchas negras
Los pueblos túrquicos del sur de la rus de Kiev, luego de volverse sedentarios y admitir una relación de vasallaje con los principados del sur, conformaron los Chorni Klobuki o capuchas negras. Se dedicaban de la protección de la frontera sur y aportaban al ejército la caballería faltante.

### Varjazi
Los varzaji o varegos, vikingos orientales, se expandieron hacia las rutas comerciales que conectaban Rusia con los bizantinos y los musulmanes. Muchos varegos eran aristócratas exiliados y aventureros. Llegaban con sus propios barcos, hombres y armas. Los rus, de origen escandinavo, no tardaron en reclutarlos como guerreros mercenarios. Algunos líderes varegos ostentaban cargos de voivoda o comandante.

## Fuerza naval

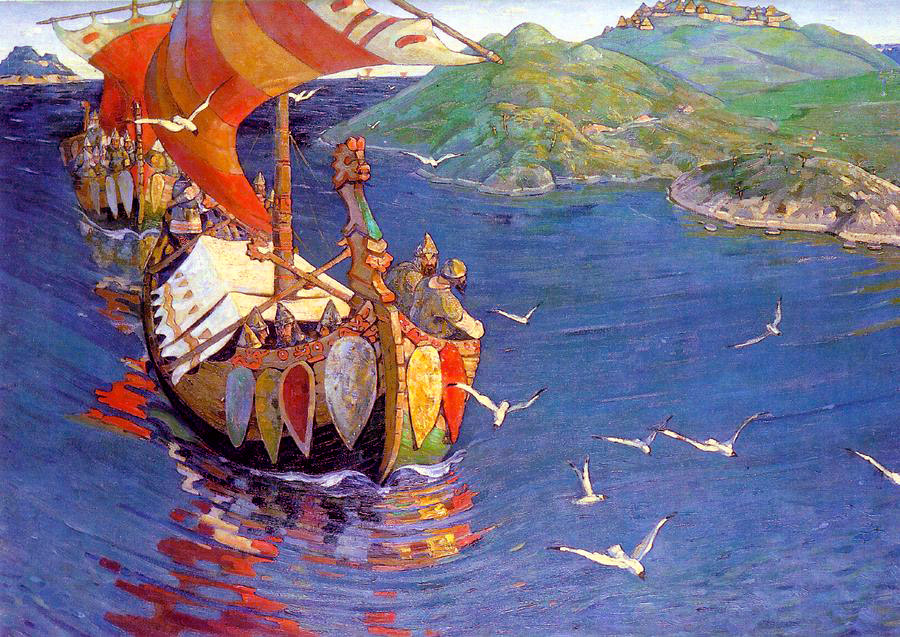
Invitados de altamar, pintura del arqueólogo y pintor Nicolás Roerich. Nótese la embarcación de estilo drakkar.

Con los veregos llegó su tecnología naval a la región. Los rus usaban un tipo de embarcación llamada lodya o korabl.
Muy tempranamente en su historia los rus atacan Constantinopla por mar. En junio del año 860 una flota de entre 200 y 360 lodyas atacan los alrededores de la ciudad y comienzan un breve sitio. En pocas semanas los incursionistas se retiran sin tomar la ciudad.

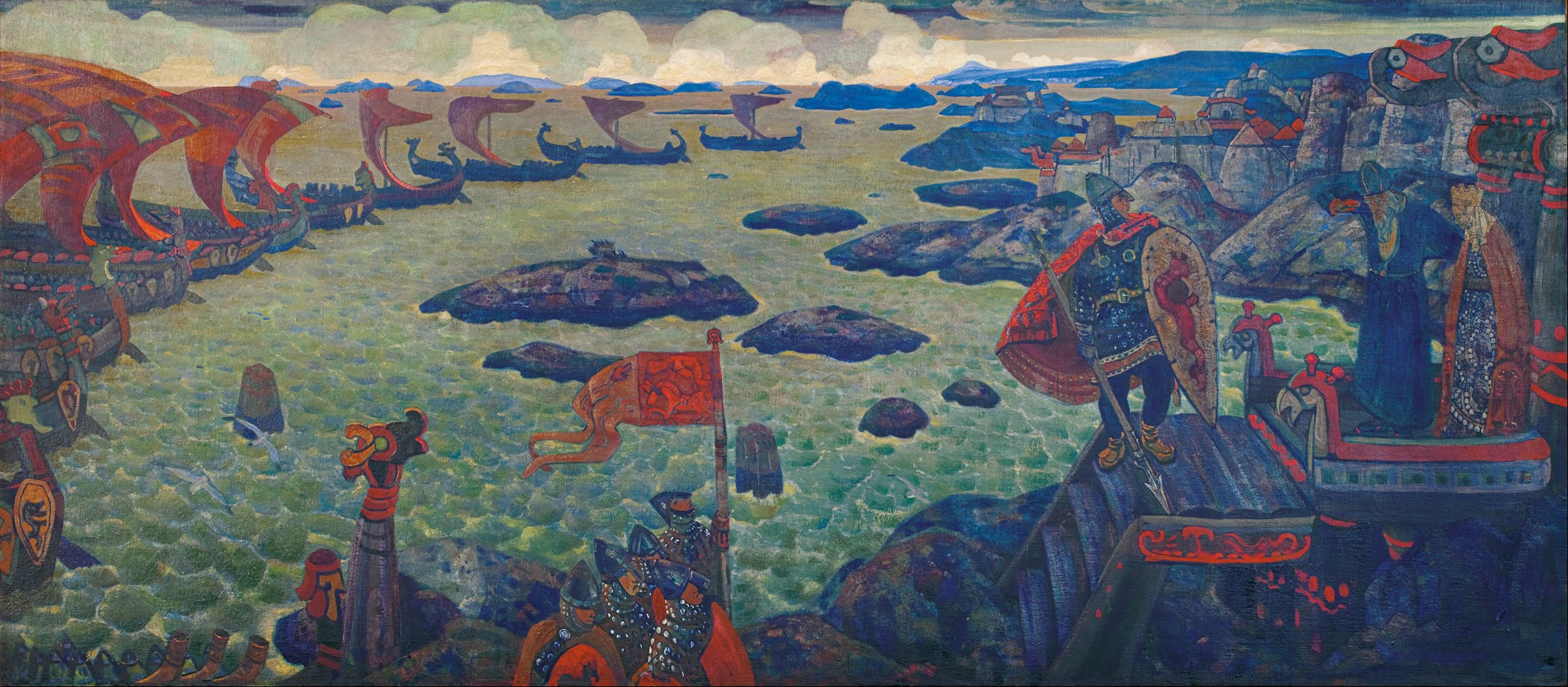
Listos para la campaña.

Para mediados del s la flota rus alcanzaría un total de 2000 lodyas.
En 941, el Gran Príncipe Igor se embarcó contra Constantinopla. En una batalla naval frente a la costa noreste del Bósforo, las galeras bizantinas diezmaron la flota de Kiev mediante el uso del fuego griego, un lanzallamas usado para incendiar embarcaciones enemigas.
Los príncipes de Rus comenzaron a usar sus flotas para luchar entre sí. En 1151, el príncipe Iziaslav utilizó un tipo de barco de vela más avanzado en una batalla contra las fuerzas del príncipe Yuri Dolgoruki: las lodyas del príncipe Iziaslav tenían una cubierta adicional y estaban construidas con timones tanto en proa como en popa. Además, ambos bandos usaban unas embarcaciones llamadas nasad, de fondo plano y muy ancho, apto para el transporte de tropas y armamento.